# Звено (военное дело)
Звено, в военном деле, в системе управления и тыла, имеет следующее значение:
- Звено управления —  инстанция (уровень, ранг) единицы в системе управления войсками (силами) Вооружённых сил (ВС) государства;
- Звено тыла — инстанция (уровень, ранг) единицы в системе Тыла (снабжения) ВС, в масштабе которой организуется и осуществляется тыловое обеспечение (снабжение) войск (сил) ВС.

## Звено управления
Управление войсками представляет собой целенаправленную деятельность командиров, штабов и других органов управления по поддержанию боевой готовности и боеспособности войск, подготовке их к бою и руководству ими при выполнении поставленных задач.— коллектив авторов. Глава вторая. Управление войсками 1. Основы управления войсками // Тактика / под ред. В. Г. Резниченко. — Воениздат, 1987.
Звено управления — инстанция в системе управления войсками (силами) Вооружённых сил государства.
Характеризует принадлежность органов управления, пунктов управления и системы связи к определённым формированиям или к органам военного управления и имеет виды по:

### В военном искусстве
В военном искусстве:
- стратегическое звено — все вооруженные силы государства, весь театр военных действий;
- оперативно-стратегическое звено — стратегические объединения: фронт, военный округ, группа армий, отдельная армия, флот;
- оперативное звено — армия, флотилия;
- оперативно-тактическое звено — армейский корпус, эскадра;
- тактическое звено — отделение/звено, взвод, рота/батарея/эскадрилья/эскадрон, батальон/дивизион/дивизион кораблей, полк, крыло, корабль,  бригада/бригада кораблей, дивизия/дивизия кораблей[2].

### По формированиям
- центральное звено (Центр);
  - генеральный (главный) штаб (комитет штабов);
  - управления (штабы) видов ВС, родов войск (сил) видов ВС, отдельных войск (сил), специальных войск и служб.
- войсковое звено (звено сил)
  - окружное (фронтовое) и флотское звено;
  - армейское звено (звено флотилии);
  - корпусное звено;
  - дивизионное звено;
  - бригадное звено;
  - полковое (корабельное) звено;
  - батальонное звено (звено дивизиона).
  - ротное (батарейное, эскадронное) звено.

## Звено тыла
Звено тыла — инстанция в системе Тыла (снабжения) ВС, в масштабе которой организуется и осуществляется тыловое обеспечение войск (сил) ВС.

### В военном искусстве
По масштабу и характеру выполняемых задач различают:
- стратегическое звено;
- оперативно-стратегическое звено;
- оперативное звено;
- оперативно-тактическое звено;
- тактическое звено.

### По формированиям
По принадлежности к формированиям:
- центральное звено;
  - управления (штабы) видов ВС, родов войск (сил) видов ВС, отдельных войск (сил), специальных войск и служб.
- войсковое звено (звено сил)
  - окружное (фронтовое) и флотское звено;
  - армейское звено (звено флотилии);
  - корпусное звено;
  - дивизионное звено;
  - бригадное звено;
  - полковое (корабельное) звено;
  - батальонное звено (звено дивизиона).
  - ротное (батарейное, эскадронное) звено.